# Kościół Niepokalanego Poczęcia Najświętszej Maryi Panny w Wielkim Garcu

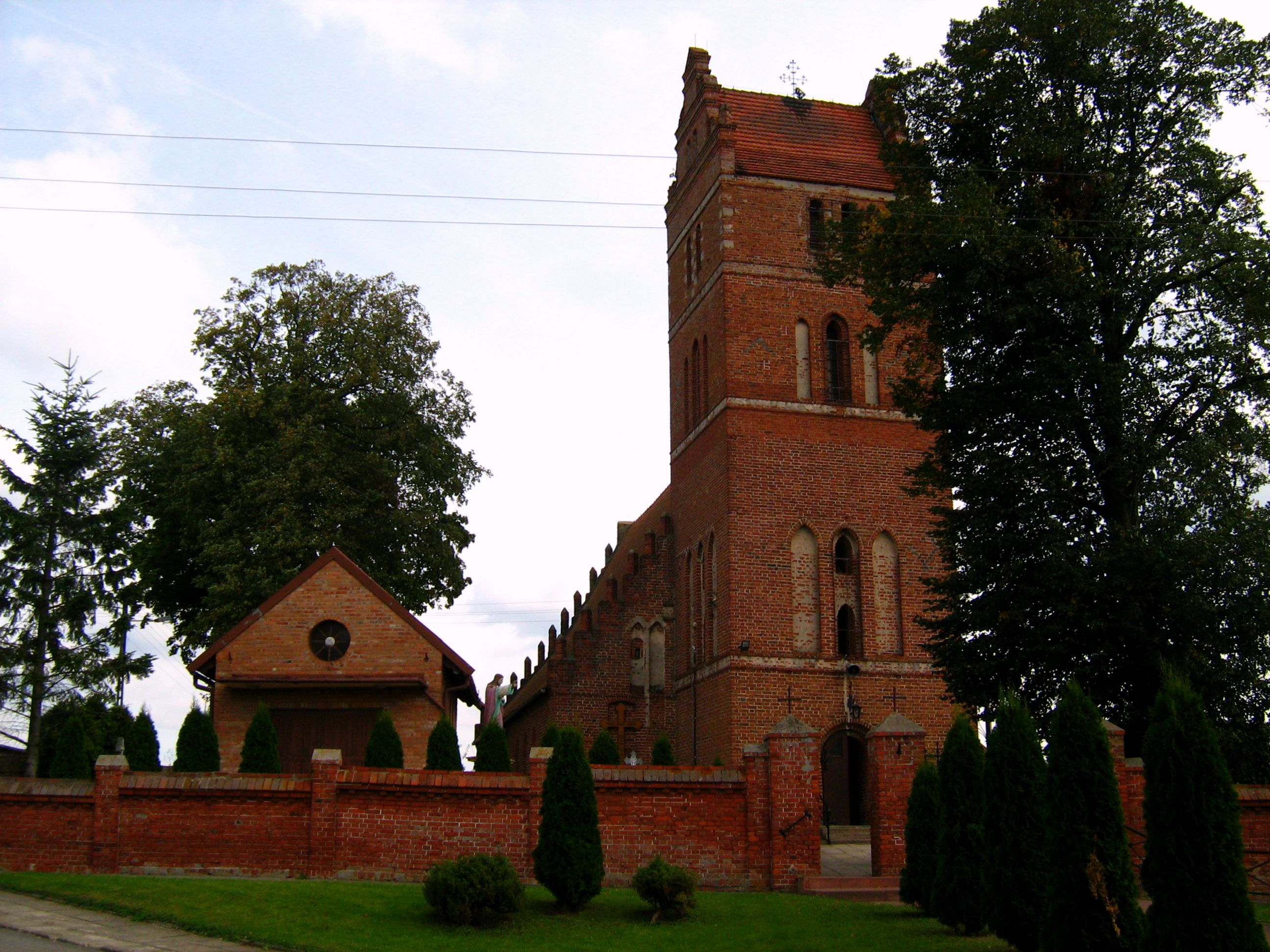
Kościół Niepokalanego Poczęcia NMP

Kościół pw. Niepokalanego Poczęcia Najświętszej Maryi Panny w Wielkim Garcu – kościół z początku XIV wieku, należący do parafii pw. Niepokalanego Poczęcia Najświętszej Maryi Panny w Wielkim Garcu, dekanatu pelplińskiego, diecezji pelplińskiej, metropolii gdańskiej.

## Historia kościoła
Kościół wzniesiony został na początku XIV wieku, jako budowla jednonawowa, z przesklepionym prezbiterium, rozbudowana w końcu XV wieku lub na początku XVI o nawy boczne i zakrystię. W 2. połowie XVII wieku drewnianą część wieży zastąpiono murowaną a w połowie XIX wieku wykonano nową konstrukcję drewnianych sklepień. W 1925 roku bracia Drapiewscy z Pelplina wykonali polichromie wnętrza.

## Architektura
Kościół orientowany, trójnawowy, pseudobazylikowy, z wyodrębnionym, węższym prezbiterium, zamkniętym ścianą, prostą podłużną zakrystią od północy oraz czworoboczną wieżą od zachodu. Murowany z cegły, układanej w obrębie prezbiterium i wieży w wątku gotyckim, naw i zakrystii w wątku blokowym.
Bryła przykryta dachem dwuspadowym wspólnym dla zakrystii, zaakcentowana masywną wieżą z dachem dwuspadowym i obustronnymi szczytami. Elewacje prezbiterium i wieży opięte uskokowymi skarpami, sięgającymi szerokiego, gładko tynkowanego fryzu, ujętego gzymsami. Między skarpami duże, ostrołukowe okna z dwułucznymi maswerkami. Elewacje wieży dzielone gładkim fryzem z gzymsami, w przyziemiu półkoliście zamknięty portal o uskokowych ościeżach, na kondygnacjach wyższych ostrołukowe blendy i prześwity zamknięte odcinkowo. Szczyty wieży trójstrefowe, dzielone tynkowanymi gzymsami, ze spływami wolutowymi i trójkątnym naczółkiem w zwieńczeniu.

## Wnętrze
We wnętrzu nawa główna i prezbiterium nakryte są drewnianymi i pozornymi kolebkami, nawy boczne stropem, całość pokrywa polichromia ze stylizowanymi motywami roślinnymi, nawiązującymi do sztuki ludowej, a także sceny figuralne. Zachowane wyposażenie – ambona, ołtarz główny, ołtarze boczne NMP i Najświętszego Serca Pana Jezusa oraz chrzcielnica z XVII wieku, a także niezwykle cenne dwie płyty nagrobne starosty Michała Żelisławskiego i jego żony, wmurowane w ścianę nawy północnej. Na chórze znajdują się ośmiogłosowe organy z 1884 roku, wykonane przez firmę Wilhelma Sauera.